# Bertram Burleigh
Bertram Burleigh (1890 – 24 de abril de 1961) foi um ator britânico da era do cinema mudo.

## Filmografia selecionada
- John Halifax, Gentleman (1915)
- Mrs. Thompson (1919)
- Garryowen (1920)
- How Kitchener Was Betrayed (1921)
- Open Country (1922)
- Squibs Wins the Calcutta Sweep (1922)
- Becket (1924)